# Orbita

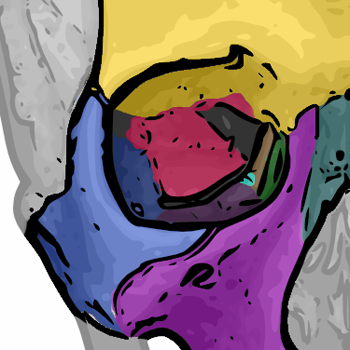
Die sieben Knochen der Orbita.
gelb = Stirnbein
grün = Tränenbein
braun = Siebbein
blau = Jochbein
violett = Oberkiefer
hellblau = Gaumenbein
rot = Keilbein

Orbita (von lateinisch orbis ‚Kreis‘; Mehrzahl Orbitae) bezeichnet die knöcherne Augenhöhle, eine tiefe Grube am Schädel (Cranium), in der das Auge und seine Anhangsorgane liegen. Der anatomische Begriff wurde im zwölften Jahrhundert von Gerhard von Cremona geprägt, als er Avicennas Kanon der Medizin ins Lateinische übersetzte. Beim Menschen ist die Grube etwa 4 bis 5 cm tief.

## Beteiligte Knochen

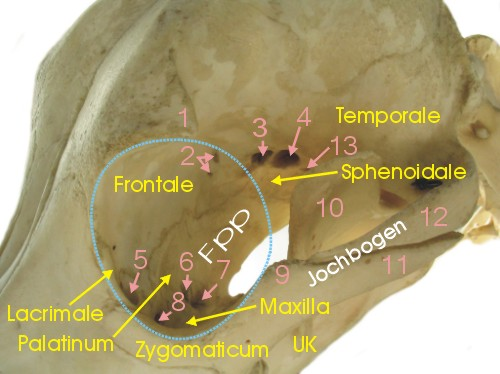
Linke Orbita vom Hund von vorn-oben-seitlich

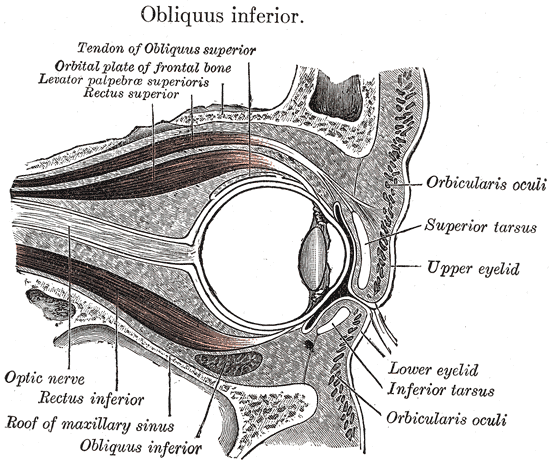
Orbita und Weichteile der Orbita (Mensch)

Die Orbita wird von sieben Knochen gebildet:
- Stirnbein (Os frontale)
- Tränenbein (Os lacrimale)
- Oberkiefer (Maxilla)
- Jochbein (Os zygomaticum)
- Siebbein (Os ethmoidale)
- Gaumenbein (Os palatinum) und
- Keilbein (Os sphenoidale).

Bei den meisten Säugetieren ist die Orbita rundherum knöchern begrenzt. Bei Raubtieren und Schweinen ist der seitliche Rand zur Schläfengrube (Fossa temporalis) hin nur durch ein bindegewebiges Band verschlossen (Ligamentum orbitale). Es verläuft zwischen dem Processus zygomaticus des Stirnbeins und dem Processus frontalis des Jochbeins (siehe Bild Hund, Nr. 1 und Nr. 9).

Der Abstand zwischen beiden Augenhöhlen wird Interorbitalspatium genannt.

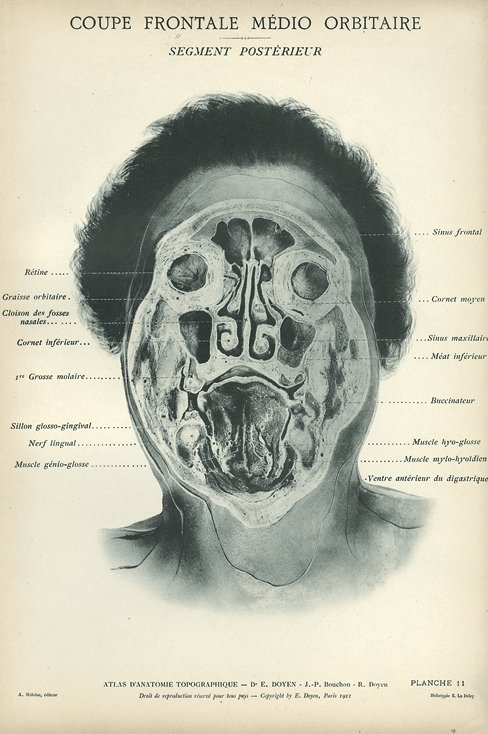
Orbitaler Frontalschnitt, hinteres Segment.

## Öffnungen im Inneren
An den Innenwänden gibt es mehrere Öffnungen zum Durchtritt von Nerven und Blutgefäßen sowie des Tränengangs.
- Foramen ethmoidale (manchmal mehrere Öffnungen): zum Durchtritt der gleichnamigen Gefäße und Nerven
- Canalis opticus: zum Durchtritt von Sehnerv (N. opticus, II) und Arteria ophthalmica
- Fissura orbitalis (beim Menschen superior): zum Durchtritt der übrigen Hirnnerven für die Augenmuskulatur und die sensible Innervation des Bulbus (Nervus oculomotorius (III), Nervus trochlearis (IV), Nervus ophthalmicus (V1), Nervus abducens (VI))
- Fissura orbitalis inferior (nur Mensch): zum Durchtritt der Vena ophthalmica inferior, Nervus zygomaticus und Nervus infraorbitalis (bei Tieren Foramen rotundum oder Foramen orbitorotundum)
- Fossa sacci lacrimalis und Foramen lacrimale: Tränensackgrube, über das Loch geht es in den Tränen-Nasen-Gang zur Nasenhöhle (siehe Tränenwege)
- Foramen maxillare (Sulcus infraorbitalis beim Menschen): zum Canalis infraorbitalis für den gleichnamigen Nerven und Gefäße, führt zum Foramen infraorbitale